# Saint-Quintin-sur-Sioule
Saint-Quintin-sur-Sioule est une commune française située dans le département du Puy-de-Dôme, en région Auvergne-Rhône-Alpes.

## Géographie

### Localisation
Saint-Quintin-sur-Sioule est située au nord du département du Puy-de-Dôme, à la frontière avec le département de l'Allier,.
La commune est constituée de plusieurs hameaux dont Le Bourg, Le Faubourg, Chantemerle, Vialleix.
Cinq communes sont limitrophes de Saint-Quintin-sur-Sioule, dont deux dans le département limitrophe de l'Allier :
| Chouvigny (Allier)   |                          | Ébreuil (Allier) |
| Saint-Gal-sur-Sioule | Saint-Quintin-sur-Sioule |                  |
| Marcillat            |                          | Champs           |

### Hydrographie
La commune est traversée par la Sioule et les ruisseaux de la Chabanne et de la Cigogne.

### Climat
Pour des articles plus généraux, voir Climat d'Auvergne-Rhône-Alpes et Climat du Puy-de-Dôme.
En 2010, le climat de la commune est de type climat océanique dégradé des plaines du Centre et du Nord, selon une étude du Centre national de la recherche scientifique s'appuyant sur une série de données couvrant la période 1971-2000. En 2020, Météo-France publie une typologie des climats de la France métropolitaine dans laquelle la commune est exposée à un climat de montagne ou de marges de montagne et est dans une zone de transition entre les régions climatiques « Ouest et nord-ouest du Massif Central » et « Nord-est du Massif Central ». 
Pour la période 1971-2000, la température annuelle moyenne est de 11,1 °C, avec une amplitude thermique annuelle de 16,1 °C. Le cumul annuel moyen de précipitations est de 721 mm, avec 10 jours de précipitations en janvier et 6,8 jours en juillet. Pour la période 1991-2020, la température moyenne annuelle observée sur la station météorologique de Météo-France la plus proche, « Charmes_sapc », sur la commune de Charmes à 14 km à vol d'oiseau, est de 11,9 °C et le cumul annuel moyen de précipitations est de 675,4 mm,. Pour l'avenir, les paramètres climatiques de la commune estimés pour 2050 selon différents scénarios d'émission de gaz à effet de serre sont consultables sur un site dédié publié par Météo-France en novembre 2022.

## Urbanisme

### Typologie
Au 1er janvier 2024, Saint-Quintin-sur-Sioule est catégorisée commune rurale à habitat très dispersé, selon la nouvelle grille communale de densité à sept niveaux définie par l'Insee en 2022.
Elle est située hors unité urbaine. Par ailleurs la commune fait partie de l'aire d'attraction de Clermont-Ferrand, dont elle est une commune de la couronne,. Cette aire, qui regroupe 209 communes, est catégorisée dans les aires de 200 000 à moins de 700 000 habitants,.

### Occupation des sols
L'occupation des sols de la commune, telle qu'elle ressort de la base de données européenne d’occupation biophysique des sols Corine Land Cover (CLC), est marquée par l'importance des territoires agricoles (72,7 % en 2018), en diminution par rapport à 1990 (73,6 %). La répartition détaillée en 2018 est la suivante : prairies (44,4 %), forêts (26,7 %), zones agricoles hétérogènes (25,4 %), terres arables (2,9 %), zones urbanisées (0,6 %). L'évolution de l’occupation des sols de la commune et de ses infrastructures peut être observée sur les différentes représentations cartographiques du territoire : la carte de Cassini (XVIIIe siècle), la carte d'état-major (1820-1866) et les cartes ou photos aériennes de l'IGN pour la période actuelle (1950 à aujourd'hui).

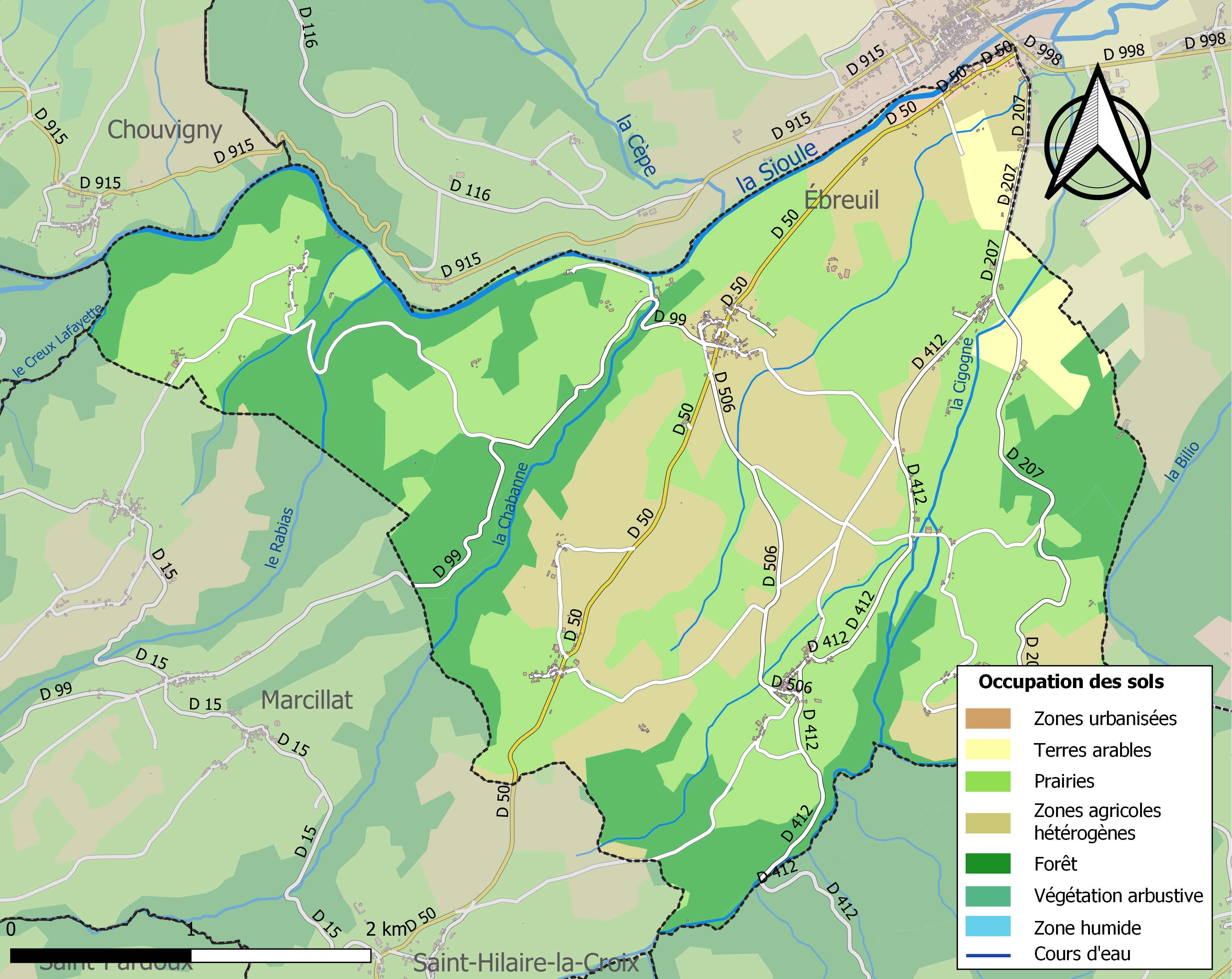
Carte des infrastructures et de l'occupation des sols de la commune en 2018 (CLC).

### Voies de communication et transports
La commune est située « à 42 kilomètres de Clermont-Ferrand, 27 kilomètres de Riom et de Vichy », et à proximité de l'axe autoroutier Paris – Clermont-Ferrand, accessible depuis la route départementale 998 à Ébreuil en direction de Gannat et de Vichy (échangeur no 13 de l'A719).
Six routes départementales traversent le territoire communal :
- la D 50, reliant la D 998 à Ébreuil à la D 2144 à Saint-Pardoux, en passant par le centre du village, avec une antenne, la D 50a ;
- la D 99, reliant le centre du village à Saint-Rémy-de-Blot ;
- la D 207, vers Saint-Agoulin ;
- la D 412, vers Champs ;
- la D 506, vers le lieu-dit Vialleix.

## Politique et administration

### Découpage territorial
La commune de Saint-Quintin-sur-Sioule est membre de la communauté de communes Combrailles Sioule et Morge, un établissement public de coopération intercommunale (EPCI) à fiscalité propre créé le 1er janvier 2017 dont le siège est à Manzat. Ce dernier est par ailleurs membre d'autres groupements intercommunaux. Jusqu'en 2016, elle était membre de la communauté de communes du Pays de Menat.
Sur le plan administratif, elle est rattachée à l'arrondissement de Riom depuis 1801, à la circonscription administrative de l'État du Puy-de-Dôme et à la région Auvergne-Rhône-Alpes. Elle faisait partie, en 1793, du district de Montaigu, et de 1793 à mars 2015, du canton de Menat.
Sur le plan électoral, elle dépend du canton de Saint-Georges-de-Mons pour l'élection des conseillers départementaux, depuis le redécoupage cantonal de 2014 entré en vigueur en 2015, et de la deuxième circonscription du Puy-de-Dôme pour les élections législatives, depuis le dernier découpage électoral de 2010 (sixième circonscription avant 2010).

### Élections municipales et communautaires

#### Élections de 2020
Le conseil municipal de Saint-Quintin-sur-Sioule, commune de moins de 1 000 habitants, est élu au scrutin majoritaire plurinominal à deux tours avec candidatures isolées ou groupées et possibilité de panachage. Compte tenu de la population communale, le nombre de sièges à pourvoir lors des élections municipales de 2020 est de 11. La totalité des onze candidats en lice est élue dès le premier tour, le 15 mars 2020, avec un taux de participation de 58,62 %.

#### Chronologie des maires
| Période                                  | Période                   | Identité                                                                                  | Étiquette | Qualité |
| ---------------------------------------- | ------------------------- | ----------------------------------------------------------------------------------------- | --------- | ------- |
| Les données manquantes sont à compléter. |                           |                                                                                           |           |         |
| 1839                                     | 1 juin 1839               | François Rabusson                                                                         |           |         |
| 9 août 1839                              | 1848                      | Eleonor, Comte de Longueuil (remplacé parfois par son adjoint Jean Ray)                   |           |         |
| 1848                                     | 1851                      | Charles François Chanselme (maire puis adjoint)                                           |           |         |
| 1851                                     | 1853                      | Eleonor, Comte de Longueuil (remplacé parfois par son adjoint Charles François Chanselme) |           |         |
| 1854                                     | 1 sept. 1874              | Eleonor, Marquis de Longueuil jusqu'à son décès (à 69 ans)                                |           |         |
| 1 sept. 1874                             | 29 nov. 1874              | Simon Chanselme (interim)                                                                 |           |         |
| 29 nov. 1874                             | 3 oct. 1877               | Simon Chanselme jusqu'à son décès (à 57 ans)                                              |           |         |
| 3 oct. 1877                              | 13 janvier 1878           | Simon Chanselme (le fils) (interim)                                                       |           |         |
| 13 janvier 1878                          | (1879)                    | Aymard de Longueil (remplacé par son adjoint François Glomond)                            |           |         |
| (1879)                                   | 1880                      | Peigue François (remplacé parfois par son adjoint François Glomond)                       |           |         |
| 1881                                     | 13 mai 1900               | Simon Chanselme (le fils)                                                                 |           |         |
| 13 mai 1900                              | > 1912                    | Antoine Vérillon                                                                          |           |         |
|                                          |                           |                                                                                           |           |         |
| avant 1988                               | ?                         | Alain Chanselme                                                                           |           |         |
| 2008                                     | mai 2020                  | Daniel Coutière                                                                           |           |         |
| mai 2020                                 | En cours (au 4 août 2025) | Christian Raffier                                                                         |           |         |

## Équipements et services publics

### Enseignement
Saint-Quintin-sur-Sioule dépend de l'académie de Clermont-Ferrand. Elle gère une école élémentaire publique. Cette école fait partie d'un regroupement pédagogique intercommunal avec Marcillat, où sont scolarisés les élèves de maternelle ; ceux du CP au CM2 le sont à Saint-Quintin.
Les élèves poursuivent leur scolarité au collège Diderot d'Aigueperse, puis au lycée Virlogeux ou Pierre-Joël-Bonté de Riom.

### Instances judiciaires
La commune dépend de la cour d'appel et du tribunal de proximité de Riom et des tribunaux judiciaire et de commerce de Clermont-Ferrand.

## Population et société

### Démographie
L'évolution du nombre d'habitants est connue à travers les recensements de la population effectués dans la commune depuis 1793. Pour les communes de moins de 10 000 habitants, une enquête de recensement portant sur toute la population est réalisée tous les cinq ans, les populations de référence des années intermédiaires étant quant à elles estimées par interpolation ou extrapolation. Pour la commune, le premier recensement exhaustif entrant dans le cadre du nouveau dispositif a été réalisé en 2005.

En 2022, la commune comptait 387 habitants, en évolution de +1,57 % par rapport à 2016 (Puy-de-Dôme : +2,1 %, France hors Mayotte : +2,11 %).
| 1793 | 1800 | 1806 | 1821 | 1831 | 1836 | 1841 | 1846 | 1851 |
| ---- | ---- | ---- | ---- | ---- | ---- | ---- | ---- | ---- |
| 680  | 731  | 798  | 773  | 790  | 835  | 882  | 902  | 992  |

| 1856 | 1861 | 1866 | 1872  | 1876  | 1881 | 1886 | 1891 | 1896 |
| ---- | ---- | ---- | ----- | ----- | ---- | ---- | ---- | ---- |
| 970  | 944  | 959  | 1 000 | 1 014 | 956  | 944  | 942  | 954  |

| 1901 | 1906 | 1911 | 1921 | 1926 | 1931 | 1936 | 1946 | 1954 |
| ---- | ---- | ---- | ---- | ---- | ---- | ---- | ---- | ---- |
| 877  | 818  | 745  | 599  | 555  | 520  | 490  | 462  | 369  |

| 1962 | 1968 | 1975 | 1982 | 1990 | 1999 | 2005 | 2006 | 2010 |
| ---- | ---- | ---- | ---- | ---- | ---- | ---- | ---- | ---- |
| 304  | 262  | 248  | 263  | 285  | 280  | 306  | 312  | 337  |

| 2015 | 2020 | 2022 | - | - | - | - | - | - |
| ---- | ---- | ---- | - | - | - | - | - | - |
| 379  | 386  | 387  | - | - | - | - | - | - |

## Culture locale et patrimoine

### Lieux et monuments

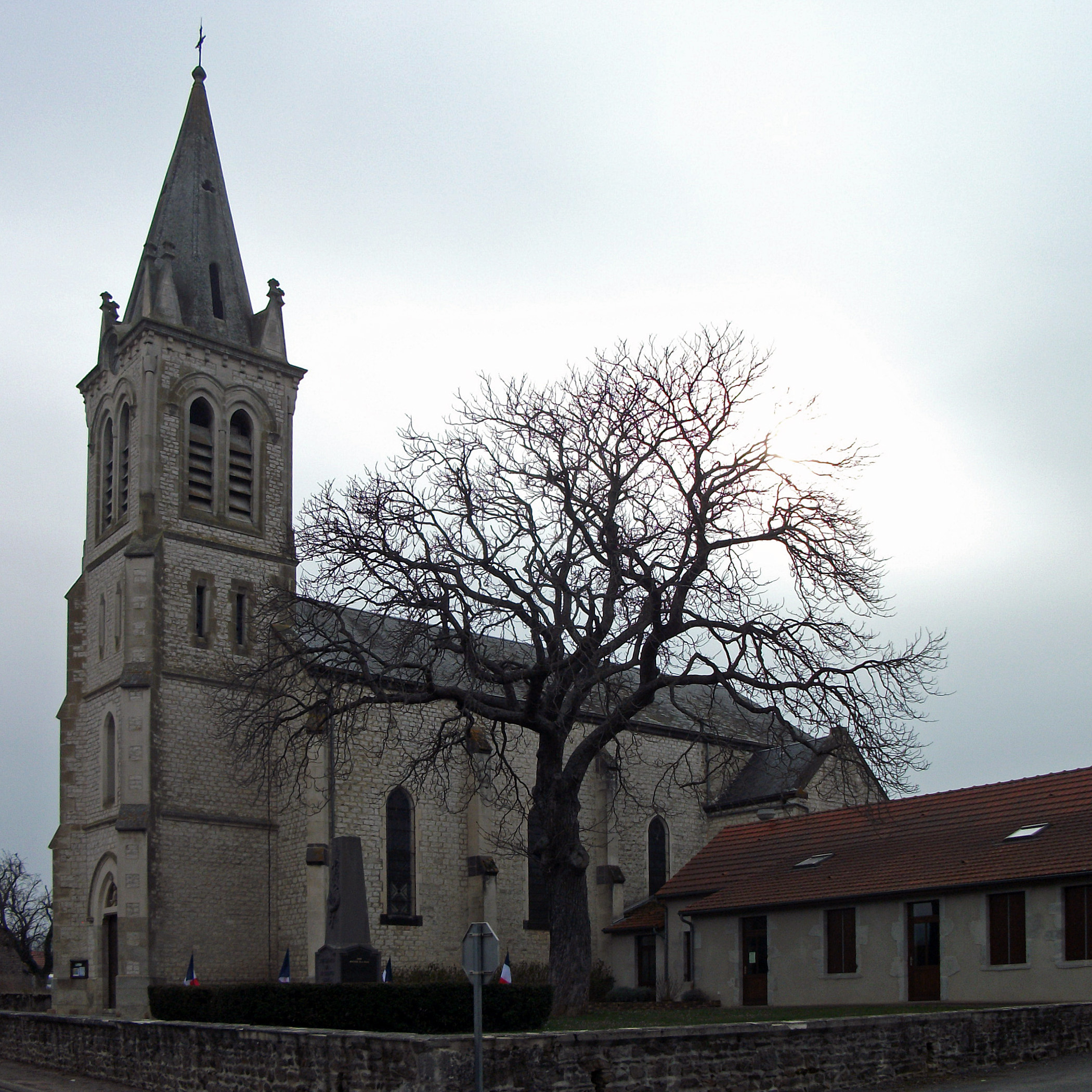
Église.

Saint-Quintin-sur-Sioule compte un monument répertorié à l'inventaire des monuments historiques et un lieu répertorié à l'inventaire général du patrimoine culturel.
Certains éléments du château de Saint-Quintin, édifié aux XIIIe et XIVe siècles, sont inscrits ou classés aux monuments historiques le 14 mai 1973. Le parc a fait l'objet d'un pré-inventaire.

### Personnalités liées à la commune
- Antoine Brun (1881-1978), né à Saint-Quintin. Directeur de l'école du Breuil, maire du Breuil, conseiller général du canton de Lapalisse. Il est astronome amateur et la qualité de ses observations et de ses travaux le font reconnaître par la communauté scientifique, en France et à l'étranger.

### Héraldique
| Blason de Saint-Quintin-sur-Sioule | Blason  | Parti d'azur et de gueules ; à l'agneau pascal d'argent, la tête contournée, brochant sur le tout. |
| Blason de Saint-Quintin-sur-Sioule | Détails | Le statut officiel du blason reste à déterminer.                                                   |